# Saint-Léger, Mayenne

Saint-Léger este o comună în departamentul Mayenne, Franța. În 2009 avea o populație de 286 de locuitori.